# 神奈川県立瀬谷高等学校
神奈川県立瀬谷高等学校（かながわけんりつ せやこうとうがっこう）は、神奈川県横浜市瀬谷区東野台にあった公立高等学校。略称は瀬谷高（せやこう）。現在は神奈川県立横浜瀬谷高等学校。

## 概要
全日制課程で普通科を設置し、「国際・英語教育に係る確かな学力向上拠点校」に指定されていた。四方を瀬谷市民の森に囲まれた静かな環境にある。

## 沿革
- 1974年（昭和49年）
  - 1月1日 - 神奈川県立瀬谷高等学校として設立告示。神奈川県立松陽高等学校にて開校事務開始。
  - 4月1日 - 松陽高校校舎の一部にて開校。
  - 5月1日 - 開校記念式典挙行。（この日を開校記念日と定める）
- 1975年（昭和50年）3月24日 - 新校舎1棟（本館、A館）完成、移転。
- 1976年（昭和51年）
  - 3月23日 - 体育館完成。
  - 4月5日 - 校歌、校旗制定。
  - 10月5日 - 校舎落成式挙行。第1回瀬谷高祭開催。
- 1983年（昭和58年）11月22日 - プール完成。
- 2023年（令和5年）3月31日 - 神奈川県立瀬谷西高等学校と統合。現在は神奈川県立横浜瀬谷高等学校。

## 教育目標
教育関係諸法の精神にのっとり、人間性豊かな勤勉にして実践力に富む人格形成につとめ、国家および社会に有為な形成者として必要な資質を養い、世界の進運に寄与する人材を養成することを目的とする。

## アクセス
- 相模鉄道本線三ツ境駅 徒歩20分
- 神奈川中央交通・相鉄バス「西部病院前」停留所 徒歩5分

## 瀬谷高校の特徴
- 行事は毎学期末に球技大会（3学期のみ1、2年だけで行われる）、4月末に遠足（全学年）、5月に陸上競技大会（全学年）、9月に瀬谷高祭（文化祭）、10月に修学旅行（2年）、2月に合唱祭（1、2年）
- 中間テストや学期末テストのほかに、Benesseの学力テスト、大型連休明けの実力テスト、大学研究室主催の高校生向けテストなどがある。約1.5か月に1回の頻度でテストを実施している。
- オーストラリアのアデレード市郊外に位置するSeaford高校と姉妹校提携を結んでおり、夏季には隔年で相互交流を図っていた。
- 隣接するあづま野幼稚園では、夏季にボランティアとして職業体験が可能。
- 校歌がユニークで、「ヤッホ ヤッホ ラン ラン」と言うようにコールアンドレスポンスが使われているのが特徴である。

## 部活動
最も部員数が多いのはフォークソング部。兼部が可能な部活がいくらかあり、生徒の中には3つ以上の部活に入部している者も少なからずいる。
運動部
- ワンダーフォーゲル
- 器械体操
- 陸上競技
- サッカー
- 野球
- ハンドボール
- テニス
- ソフトテニス（男女共通）
- バレーボール
- バスケットボール
- バドミントン
- 卓球
- 水泳
- 剣道
- バトン（全国大会出場）
- ダンス（2013年度に部員数増加で同好会から昇格）

文化部
- 吹奏楽
- 茶道
- 漫画研究
- 美術
- フォークソング（軽音楽）
- パソコン部
- 写真部
- JRC (Junior Red Cross)
- ハンドメイド

## 著名な出身者
- 長谷川真弓（女優）
- 矢口真里（中退、元モーニング娘。）
- 遠藤渓太（プロサッカー選手・FC東京所属）
- 原宿（ライター、Webメディア「オモコロ」編集長）

## その他
- 男子は紺のブレザーに紺のネクタイ、女子はブレザーでリボン・ネクタイは無いものが正装。
- 2023年より再編・統合により神奈川県立横浜瀬谷高等学校となる。瀬谷高校の校舎を使用し、図書館やトイレなどの設備が多少変更される。
- ドラマ「ずっとあなたが好きだった」のロケ地。